# هدی صابر
هُدی رضازاده صابر (۲۴ اسفند ۱۳۳۷ – ۲۱ خرداد ۱۳۹۰) پژوهشگر، روزنامه‌نگار، فعّال ملی مذهبی، زندانی سیاسی و از گردانندگان مجله توقیف شده «ایران فردا» بود. وی در ۱۲ خرداد ۱۳۹۰ در حالی‌که در اوین زندانی بود در اعتراض به مرگ مشکوک هاله سحابی در مراسم تشییع جنازه پدرش عزت‌الله سحابی، اعتصاب غذای خود را آغاز کرد و در ۲۱ خرداد، پس از انتقال از زندان به بیمارستان مدرس بر اثر نارسایی قلبی درگذشت. منابع نزدیک به مخالفان حکومت ایران، علت مرگ هدی صابر را ضرب و شتم از سوی مأموران امنیتی زندان اوین، عنوان کردند.

## زندگی
هدی صابر نخستین تجربهٔ اشتغال و پژوهش خود را با استخدام در صدا و سیما آغاز کرد. او در اواخر سال ۵۸ در گروه اقتصاد سیما، به پژوهشگری و نویسندگی مشغول شد و شماری از کارهای وی به برنامه‌های سیما تبدیل شد. از همان زمان‌ها بود که فعالیت‌های سیاسی وی آغاز شد.هدی صابر در سال‌های آغازین انقلاب و در دورهٔ دانشجویی ازدواج کرد. به گفته همسرش او فردی مذهبی بود و برایش مهم بود که همسر و فرزندانشان هم به مذهب مقید باشند. او به ساده زیستی فرزندانش تأکید می‌کرد

### همکاری با مؤسسه عالی پژوهش
هدی صابر با یدالله سحابی و محمد ستاری‌فر در سازمان برنامه و بودجه همکاری داشت و پژوهش‌هایی برای شرکت نفت داشته است. او پژوهشی در مورد تاریخ داشت که حاصلش کتاب روزشمار انقلاب بود. پژوهش‌هایی هم در مورد ورزش بود. به تدریج گرایش سیاسی و فکریش سبب شد که محدودیت‌های شغلی زیادی برای وی در صداوسیما ایجاد گردد.
او از سال ۷۶ یا ۷۷ به بعدبا مؤسسه عالی پژوهش که متعلق به سازمان تأمین اجتماعی بود، همکاری کرد. او در اوایل انقلاب معاون سازمان برنامه بود.

## دستگیری و زندان
هدی صابر ۸ بهمن ۱۳۷۹ دستگیر شد و در ۲۱ اسفند ۱۳۸۰ با سپردن ۱۳۰ میلیون تومان وثیقه آزاد شد.

### حکم زندان و دومین دستگیری و زندان دوساله
صابر، در ۲۰ اردیبهشت ۱۳۸۲، توسط شعبه ۲۶ دادگاه انقلاب اسلامی تهران به ده سال زندان و ده سال محرومیت از حقوق اجتماعی محکوم شد. او، تقی رحمانی و رضا علیجانی تا برگزاری دادگاه تجدید نظر آزاد شدند اما در ۲۵ خرداد همان سال بدون ارائه هیچ دلیل قانونی و بدون دسترسی به وکیل خود بازداشت و سه ماه در انفرادی به سر بردند.
نیروهای امنیتی، ناآرامی‌های رخ داده در دانشگاه‌ها در خرداد ۱۳۸۲ ـ که آن زمان در اعتراض به طرح موسوم به خصوصی کردن دانشگاه‌ها فضای ملتهبی را تجربه می‌کردند را به هدی صابر و برخی همراهان وی نسبت داده و به همین بهانه و تحت عنوان اتهامی راه‌اندازی تشکل غیرقانونی و اقدام علیه امنیت ملی، اقدام به بازداشتشان کردند. ۲۳ مهر غلامحسین الهام سخنگوی قوه قضاییه ایران بدون اینکه مشخص کند دادگاه آن‌ها کی و کجا برگزار شده است اعلام کرد که این سه روزنامه‌نگار «محکومیت حبس خودرا در زندان آغاز کرده‌اند».
۱۲ اردیبهشت ۱۳۸۳ به رضا علیجانی اطلاع داده شد دادگاه تجدید نظر پرونده آن‌ها بدون حضور خود متهمان و وکلایشان، برگزار شده است. هدی صابر به پنج سال و نیم زندان محکوم شده بود. او در بند ۳۲۵ زندان اوین که متعلق به سپاه پاسداران است نگهداری می‌شد.
هدی صابر در نامه‌ای به رئیس‌جمهوری و رئیس قوه قضائیه نوشت: «صبح روز شنبه ۲۴ خرداد ۱۳۸۲ در نزدیکی منزل مسکونی در برابر دیدگاه متحیر عابران محل، توسط یک تیم عملیاتی پنج نفره محاصره و دستگیر شدم»، اما دو روز پس از بازداشت «با یک فرم به اصطلاح تفهیم اتهام برای امضا روبرو شدم که تصریح می‌کرد که در صحنه اغتشاش دانشگاه حاضر و در همان صحنه دستگیر شده‌ام.» صابر در این نامه نوشت تا حدود ۱۵۰ روز بعد از بازداشت نه بازپرسی شدم و نه کیفرخواست به من ارائه شد.
سرانجام در دوران انتخابات ریاست‌جمهوری نهم در سال ۱۳۸۴ هدی صابر به همراه شماری دیگری از زندانیان سیاسی از حبس دوساله آزاد شد. چندی بعد، در آذر ۱۳۸۴ جلسه رسیدگی به اتهامات هدی صابر، رضا علیجانی و تقی رحمانی پشت درهای بسته به صورت غیرعلنی در شعبه ۲۶ دادگاه انقلاب تهران برگزار شد. محمد شریف وکالت صابر و متهمان دیگر را بر عهده داشت. در مرداد ۱۳۸۵ شعبه ۳۶ دادگاه تجدید نظر تهران حکم محکومیت هشت ماه حبس تعزیری تقی رحمانی و هدی صابر به اتهام معاونت در تشکیل یک ان جی او غیرقانونی را تأیید کرد. عبدالفتاح سلطانی وکیل آن‌ها گفت این در حالی است که دادگاه تجدیدنظر، هنوز دربارهٔ پرونده قدیمی تر بازداشت سال ۷۹ موکلانش تصمیم‌گیری نکرده است.

## آخرین دستگیری و مرگ
هدی صابر پس از انتخابات ریاست جمهوری ایران (۱۳۸۸) دستگیر شد. این دستگیری چندان به درازا نینجامید و بیشتر جنبه هشدار و ایجاد محدودیت داشت. اما حدود یک سال بعد و در میانهٔ تابستان در حالی که به فعالیت شغلی خود در طرح کارآفرینی برای مناطق حاشیه‌نشین شهر زاهدان مشغول بود و همزمان به فعالیت‌هایی نظیر برپایی کلاس‌های قرآن در حسینیه ارشاد ادامه می‌داد، با تماس‌های تهدیدآمیز مبنی بر لزوم معرفی برای سپری کردن دورهٔ زندانی که حدود ۷ سال از زمان صدور حکم آن (در سال ۱۳۸۲) گذشته و مشمول مرور زمان شده، مواجه و چند روز بعد در تاریخ ۱ مرداد دستگیر و به زندان اوین منتقل شد.
با مرگ هاله سحابی در جریان تشییع جنازه مرحوم مهندس سحابی در روز ۱۱ خرداد ۱۳۹۰ هدی صابر به همراه امیرخسرو دلیرثانی با صدور بیانیه‌ای از زندان از غروب پنجشنبه ۱۲ خرداددر بند ۳۵۰ زندان اوین اعتصاب غذای اعتراضی آغاز کردند.
هدی صابر در ۲۱ خرداد ۱۳۹۰ به دلیل ایست قلبی ناشی از اعتصاب غذا و سهل انگاری مسئولین زندان برای انتقال وی در بیمارستان مدرس تهران در گذشت. خانواده وی تا روز ۲۲ خرداد از درگذشت وی بی‌خبر بودند. هم چنین ۶۴ زندانی سیاسی بند ۳۵۰ زندان اوین با امضای شهادت نامه‌ای، علت مرگ هدی صابر را ضرب و شتم از سوی مأموران امنیتی زندان اعلام کردند. همسر هدی صابر، اعلام کرد نیروهای قضایی و امنیتی را «مسئول» مرگ همسرش می‌داند. آرش علایی پزشکی که هدی صابر را در زندان زیر نظر داشت گفته است که «اعتصاب غذا عاملی برای رخ دادن سکته بود. مرحوم صابر، ورزشکار و سالم بود. او هیچگونه مشکلی نداشت که بتوان گفت باعث سکته شده است. متأسفانه در زمانی که مرحوم صابر نیاز به اقدامات اورژانسی پیدا کرد ایشان را به بیمارستان اعزام نکردند و دچار سکته وسیع قلبی شد.»

### تشییع
مراسم تشییع وی صبح ۲۳ خرداد در بهشت زهرا برگزار شد. به نوشته وبگاه جرس «مقامات مسئول قضایی خبر انتقال به بیمارستان و درگذشت هدی صابر را به خانواده اش نیز اطلاع نداده بودند و پس از آن نیز از تحویل پیکر آن به خانواده، امتناع ورزیدند.» تشییع جنازه هدی صابر در قطعه ۱۰۰ بهشت زهرا، تحت تدابیر شدید امنیتی برگزار شد.
مراسم سوم هدی صابر در مسجد اعظم قلهک با حضور مردم با وجود جو امنیتی شدید برگزار شد. نیروهای امنیتی از برگزارکنندگان تعهد گرفتند که سخنی از «مرگ» یا «زندان» در این مراسم به میان نیاید. حسین شاه‌حسینی عضو شورای مرکزی جبهه ملی در این مراسم سخنرانی کرد. نیروهای امنیتی، بسیج و لباس شخصیها در محدوده خیابان یخچال و مسجد اعظم قلهک دیده می‌شدند و داخل مسجد نیز این نیروها از شرکت‌کنندگان در مراسم فیلم می‌گرفتند. زندانیان بند ۳۵۰ زندان اوین نیز مراسمی برای بزرگداشت هدی صابر برگزار کردند.

### واکنش‌ها
- سید محمد خاتمی رئیس‌جمهور سابق در پیامی به فیروزه صابر (خواهر او) درگذشت وی را تسلیت گفت.[۱۷]
- اسدالله بیات زنجانی از مراجع تقلید قم نیز در تماس تلفنی با خواهر او شهادت وی را تسلیت گفت.[۱۸][۱۹]
- سازمان مجاهدین انقلاب اسلامی ایران در بیانیه‌ای اعلام کرد: «مسئول مرگ هدی صابر، مسئولان زندان، نهادهای امنیتی دخیل در پرونده این زندانی سیاسی و فراتر از آن حاکمیت جمهوری اسلامی است که باید نسبت به اینگونه رخدادهای ننگین و ضدبشری در محضر ملت پاسخگو باشد.»[۲۰]
- سازمان گزارشگران بدون مرز نیز در بیانیه‌ای گفت: «ما مقامات رسمی جمهوری اسلامی ایران را نخست به دلیل دستگیری خودسرانه این روزنامه‌نگار و سپس عدم کمک رسانی پزشکی به موقع و مناسب، مسوول مرگ هدی صابر می‌دانیم.»[۲۱][۲۲]
- ۶۴ زندانی سیاسی بند ۳۵۰ زندان اوین نیز با امضای شهادت نامه‌ای، علت مرگ هدی صابر را ضرب و شتم از سوی مأموران امنیتی زندان اعلام کردند.[۲۳]
- شورای هماهنگی راه سبز امید نیز در بیانیه‌ای اعلام کرد، شهادت هدی صابر جدیدترین سند مظلومیت ایرانیان و فرعونیت حاکم بر کشور ماست.[۲۴]
- هم چنین فریده جمشیدی همسر هدی صابر، اعلام کرد: «سازمان‌های بین‌المللی علت مرگ هدی صابر را تعیین کنند.»[۲۵]
- ۱۰ نماینده اصلاح طلب مجلس نیز خواستار رسیدگی به علل فوت هدی صابر شدند.[۲۵]
- احمد صدرحاج سیدجوادی اعلام کرد که مسئولیت مرگ هاله سحابی و هدی صابر متوجه کل حاکمیت جمهوری اسلامی است.[۲۶]
- کانون نویسندگان ایران نیز در بیانیه‌ای کشته شدن هدی صابر را محکوم کرد.[۲۷]
- عباس جعفری دولت‌آبادی دادستان تهران در واکنش دولتی به مرگ هدی صابر تلویحاً از مقام‌های زندان انتقاد کرد. او گفت که ایراد دادستانی این است که باید گزارش وضعیت زندانی پس از وخامت حال با سرعت بیشتری گزارش می‌شد. عباس جعفری دولت‌آبادی هم چنین دربارهٔ مرگ هدی صابر گفت:» ما پس از مرگ به کالبدشکافی تأکید داشتیم تا فوت این فرد مانند فوت هاله سحابی به کشور هزینه وارد نکند.»[۱۶]

## تولیدات تصویری
هدی صابر دارای یک فیلم بلند به نام «مصدق از نگاهی دیگر» می‌باشد، این فیلم شامل مصاحبه با «نزدیکانِ محمد مصدق» یکی از نخست وزیران دوران پهلوی، و ذکر خاطرات این افراد است.

## کتاب
- فروپاشی: نگاهی به درون رژیم شاه، بحران‌ها، تضادها و ناکامی‌هایش[۲۹]
- پنجاه سال برنامه‌ریزی در ایران
- سه هم‌پیمان عشق
- هشت فراز، هزار نیاز
- باب بگشا (رابطه صاف‌دلانه، مستمر، همه‌گاهی و استراتژیک با خدا)
- دو سال آخر (رفرم تا انقلاب)
- جامه‌دان پر و پیمان (سه گفتار از هدی صابر درباره امام حسین)
- میراث پهلوانی
- پر یادگار: نخستین دفتر از دلنوشته‌ها
- بسترهای پرورنده و عوامل سازنده در فوتبال ایران

## نشست‌های «هشت‌فراز هزار نیاز»
- ۵ دی‌ماه سال ۱۳۸۵ هدی صابر نخستین سلسله از مباحث خود را در حسینیهٔ ارشاد آغاز کرد. «هشت فراز، هزار نیاز» عنوانی بود که هدی صابر برای این سلسله نشست‌ها برگزیده بود. هشت فرازی که هدی صابر قصد بحث پیرامون آن را داشت، عبارت بودند از هشت خیزش تحول‌خواهی معاصر ایرانیان: «تنباکو؛ مشروطه؛ جنگل؛ نهضت ملی؛ ۴۲–۳۹؛ ۵۰–۴۰؛ انقلاب؛ اصلاحات (منبع: اسلاید جمع‌بندی مباحث هشت‌فراز، هزار نیاز)

## برخی مقالات
- تجربه اجتماعی مشروطه ایران - مجله آیین - شهریور ۱۳۸۶ - شماره ۸
- هویت فرار (گذری به سیر تحول هویتی انجمن‌های اسلامی) مجله چشم‌انداز ایران - اردیبهشت و خرداد ۱۳۸۶ - شماره ۴۳
- تأملی بر چارچوب دیدگاه اقتصادی طالقانی: «دیدگاهی برای بنای منزلگاه» - شماره ۵۲ نشریه چشم‌انداز ایران
- تلاشی راهبردی در عرصه اجتماعی دین مجله چشم‌انداز ایران - فروردین و اردیبهشت ۱۳۸۲
- «همپای وقت در بستر زمان» پژوهش با موضوع «اتلاف وقت در ایران» صفحه مقاله دریافت مقاله